# Gertschosa amphiloga
Gertschosa amphiloga är en spindelart som först beskrevs av Chamberlin 1936.  Gertschosa amphiloga ingår i släktet Gertschosa och familjen plattbuksspindlar. Inga underarter finns listade i Catalogue of Life.